# Roger Windels
Roger A. Windels (Emelgem, 18 mei 1924 – Brugge, 13 november 1996) was een Belgisch onderwijzer en politicus. Hij was stichter van scholen, leerkracht, senator en van 1983 tot 1991 burgemeester van de West-Vlaamse stad Torhout.

## Jeugd
Roger Windels werd geboren in Emelgem, een dorp met 3500 inwoners, dat later een deelgemeente werd van Izegem. Als knaap groeide hij op te midden van alles wat met schoenen te maken had, van het verfijnde handwerk thuis tot het machinaal stikken in de schoenfabrieken. Zijn ouders en voorouders woonden sinds verschillende generaties in Emelgem. Grootvader Jules Windels stond bekend als een vaardige "meesterschoenmaker" en leermeester voor leerjongens. Vader Cyriel Windels was eveneens meesterschoenmaker. In zijn kinderjaren reisde Roger mee met zijn vader naar de leerlooierijen in de omgeving van Doornik en Zulte.
Na de lagere school in Emelgem raadde zijn onderwijzer, Meester Vieren, hem aan in de Normaalschool van Torhout het onderwijzersberoep aan te leren. Bij het kantonnale examen werd Windels geselecteerd onder de "meest begaafden". Hij verbleef vijf jaren op het internaat van de normaalschool en in oorlogstijd, op 30 juni 1943, behaalde hij er met de grootste onderscheiding de onderwijzersakte. Tijdens zijn jeugd was Roger Windels ook lid van de KSA.

## Docent aan de normaalschool in Torhout
Roger Windels deed zijn intrede als docent aan het Sint-Jozefinstituut, de normaalschool in Torhout, op 15 september 1958. Hij verliet ze op 31 augustus 1970. Hij gaf er geschiedenis, alsook de didactiek van dat vak. Het begon met vier lesuren in de periode 1958-1962. Van 1963 tot 1969 waren het er tien. Gedurende het laatste jaar was zijn opdracht beperkt tot vijf lesuren didactische begeleiding.
Als leraar geschiedenis was het zijn voornaamste bekommernis de didactiek en de methodiek van dit vak grondig te bestuderen en een poging te ondernemen om het te hervormen. Samen met Henri Vanhoutte, leraar geschiedenis in Oostende, werkte hij aan de oprichting en verspreiding van het specifieke tijdschrift Historische Documentatie. Hij speelde ook een rol bij het oprichten en uitbouwen van een Psychologische Dienst, verbonden aan het Sint-Jozefsinstituut en voorloper van het huidige CLB.

## Politieke carrière
In 1948 trad Roger Windels toe tot de Christelijke Volkspartij (CVP). Hij woonde toen in de Kortemarkstraat in Torhout, dezelfde straat als de plaatselijke stichter-voorzitter dr. Jozef Pyck. Beiden waren ze leraar aan de Vrije Normaalschool te Torhout. Windels werd partijsecretaris. De verkiezingen van 26 juni 1949 en 1 juni 1950 waren de eerste waaraan Windels actief deelnam.
Tussen 1954 en 1958 woedde de Schoolstrijd. Op 1 september 1954 nam minister van Onderwijs Leo Collard het besluit 110 leerkrachten af te danken, omdat zij het diploma van het vrij onderwijs hadden. Hij verminderde drastisch de subsidies voor het vrij onderwijs. De directeur van de normaalschool, Karel Berquin, stelde voor dat, indien 200 mensen bereid waren op straat te komen, een betoging tegen de wetten Collard te organiseren. Die vond plaats op 5 maart 1955 in Torhout. Meer dan duizend mensen kwamen opdagen. Zo volgde er nog een betoging op 26 maart 1955 in Brussel. Op 1 juni 1958 waren er verkiezingen. De CVP kende een enorm succes en men kon niet meer zonder haar regeren.
In 1958 werd Windels voorzitter van het NCMV (Nationale Christelijke Middenstandsverbond), afdeling Torhout. Door een reeks initiatieven en een eigen secretariaat wist hij het ledenaantal op te trekken van 78 naar 256. Hij bleef voorzitter tot in 1968.
In 1963 werd de Federatie voor Vrije Tijd, Sportbeoefening en Volksontwikkeling opgericht. Windels werd er de voorzitter van.
Daarnaast was hij ook nog voorzitter van het Salon van de Gastronomie. Hij zat ook lang basketploeg Avanti voor, die hij onderdak verschafte op Ter Groene Poorte en waarvan hij een fanatiek supporter was.
Tussen 1961 en 1967 maakte Windels als adviseur deel uit van de kabinetten van de ministers Albert De Clerck en Adhémar d'Alcantara. Zijn taak bestond er vooral in de administratie en de privéonderwijsinitiatieven te doen samenwerken en de nota's van de opleidingsscholen te doen vertalen in wetten, koninklijke en ministeriële besluiten.

## Senator
Roger Windels werd in 1977 op 53-jarige leeftijd parlementslid. Hij volgde Albert Bogaert op en voerde de CVP-Senaatslijst voor Brugge aan. Van 1977 tot 1987 was hij rechtstreeks gekozen senator voor het arrondissement Brugge. Hij werd voorzitter van de Senaatscommissie voor Onderwijs en lid van de Schoolpactcommissie. Windels was betrokken bij de Bijzondere Commissie van de Anti-Crisiswet waarin het plan voor tegemoetkoming aan jonge zelfstandigen werd neergeschreven.
Daarnaast was hij ook ondervoorzitter van de CVP-senaatsfractie, nationaal voorzitter van de CVP-senioren, arrondissementeel ondervoorzitter van de CVP Brugge en voorzitter van de CVP van Torhout. Zijn nationale politieke carrière eindigde in 1987.
In de periode mei 1977-oktober 1980 zetelde hij als gevolg van het toen bestaande dubbelmandaat ook in de Cultuurraad voor de Nederlandse Cultuurgemeenschap, die op 7 december 1971 werd geïnstalleerd. Vanaf 21 oktober 1980 tot december 1987 was hij lid van de Vlaamse Raad, de voorloper van het Vlaams Parlement.  

## Stichter van beroepsscholen
Windels zal vooral in de herinnering blijven als stichter en bestuurder van scholen die gericht waren op de vorming van jongens en meisjes voor zelfstandige beroepen.
Hij werd directeur van het Vrij Handelsinstituut in Brugge.
Hij was de stichter en provinciaal voorzitter van het Vormingsinstituut voor de Opleiding van Zelfstandigen en Ondernemers in West-Vlaanderen (in 2003 omgedoopt tot Syntra-West), met afdelingen in de belangrijkste West-Vlaamse steden. Hij leidde dit instituut van 1960 tot 1995.
In 1963 werd het Technisch Instituut voor de Voeding (IVV) opgericht, ingeplant op het domein Ter Groene Poorte, in Brugge. Windels werd voorzitter van de inrichtende macht. Men leerde er voor bakker en slager en er kwam ook een hotelafdeling bij, die weldra de naam Hotelschool Ter Groene Poorte aannam. De school kreeg bekendheid door de reputatie die oud-leerlingen verwierven, onder wie de chef-koks Wout Bru, Roger van Damme, Gert De Mangeleer, Sergio Herman, Frederik Hoorne, Frederick Deceuninck, de chocolatier Dominique Persoone, de sommelier Joachim Boudens en de hofmeester Jan De Craemer (Villa Lorraine).

## Burgemeester van Torhout
Roger Windels was van 1983 tot 1991 burgemeester van de West-Vlaamse stad Torhout. Nadat hij de eenheid in de verdeelde plaatselijke partijafdeling had hersteld, voerde hij de verkiezingslijst aan op 10 oktober 1982. De uitslag was:
- CVP: 44,39 % en 13 zetels
- Socialistische partij: 23,52 % en 6 zetels
- Nieuw: 17,66 % en 4 zetels
- Torhoutse democraten (Julia Borny-Rosseel) 6 % en 1 zetel
- Volksunie: 8,43 % en 1 zetel

Ook al vermeerderde de CVP haar stemmenaantal niet in vergelijking met 1976, toch bekwam ze de absolute meerderheid dankzij de verdeeldheid van de tegenstrevers. Het ging opnieuw om een nipte meerderheid (13 zetels op 25), maar met een sterke leider kon behoorlijk en zonder interne twisten worden bestuurd. 
Hij werd op 10 december 1982 tot burgemeester benoemd en op 3 januari 1983 installeerde hij de nieuwe gemeenteraad en werd het schepencollege verkozen. Bij de bevoegdheidsverdeling in het schepencollege nam Windels de taken algemeen beleid, politie en verkeer, financies, volksgezondheid en toerisme op zich. Enkele van zijn realisaties waren:
- Hij maakte werk van de stadskernvernieuwing.
- Er werden nieuwe parkeergelegenheden aangelegd.
- In 1989 kocht de stad het domein Couppé (Het Ravenhof). Het kasteel werd gerestaureerd. In het domein zelf werden de bomen en de aanplantingen, alsook de vijver opnieuw gevaloriseerd.
- Het waterleidingnet werd uitgebreid langs heel wat wegen op het grondgebied van Torhout.
- Een nieuwe sporthal werd gebouwd en eind 1987 in gebruik genomen.
- Een fiets- en wandelpad werd aangelegd in de vroegere spoorwegbedding naar Wijnendale (4 km).

Hij was ook de stichter en voorzitter van de vzw Stichting Kasteel van Wijnendale.
Bij de verkiezingen van oktober 1988 werd de meerderheid geconsolideerd en uitgebreid tot 17 zetels. Windels zelf behaalde een persoonlijk succes met bijna 3.000 voorkeurstemmen. Midden de legislatuur achtte hij zijn taak volbracht en gaf hij het burgemeesterschap door aan Norbert De Cuyper.

## Honderdduizend of niets
Roger Windels nam deel aan de quiz 100.000 of niets in de prille beginjaren van de Vlaamse televisie, waarin de historische kennis getoetst werd. Na een schriftelijke proef werden 70 mensen geselecteerd, van wie de beste een mondelinge ondervraging moesten doorstaan voor de camera. Na eliminatie volgde een nieuwe proef, waarna twee kandidaten overbleven. Telkens behoorde Windels tot de overwinnaars. In de finale won hij opnieuw.
Hij moest daarna nog een laatste proef doorstaan, waarbij hij op één enkele vraag moest antwoorden, geput uit een geschiedenisboek van België dat 600 bladzijden dik was. Bij een correct antwoord zou hij 100.000 frank winnen. De vraag luidde: "In 1559 werd door Filips II overgegaan tot een grondige hervorming van de kerkelijke inrichting van de Nederlanden. Geef de aartsbisdommen, alsook de bisdommen die van elk der aartsbisdommen afhingen, in totaal 18 namen." Roger Windels gaf een correct antwoord. Deelname en overwinning hadden invloed op zijn bekendheid in de streek van Torhout en ver daarbuiten.

## Privé
Windels trouwde op 29 juli 1948 met Maria Rammant, uit een Torhoutse middenstandsfamilie. Vier kinderen werden tussen 1949 en 1956 geboren: Johan, Patrick, Kathleen en Kristien.